# Дзвели
Дзвели (груз. ძველი) — село в Грузии, на территории Аспиндзского муниципалитета края (мхаре) Самцхе-Джавахети.

## География
Село находится в южной части Грузии, на левом берегу реки Куры, на расстоянии приблизительно 7 километров (по прямой) к западу от посёлка городского типа Аспиндза, административного центра муниципалитета. Абсолютная высота — 1480 метров над уровнем моря.

## Население
По результатам официальной переписи населения 2014 года, в Дзвели проживал 371 человек (189 мужчин и 182 женщины). В национальной структуре населения грузины составляли 99,2 %, русские — 0,5 %, украинцы — 0,3 %.
| Год  | Население, человек |
| ---- | ------------------ |
| 2002 | 535                |
| 2014 | ↘ 371              |